# Cordura

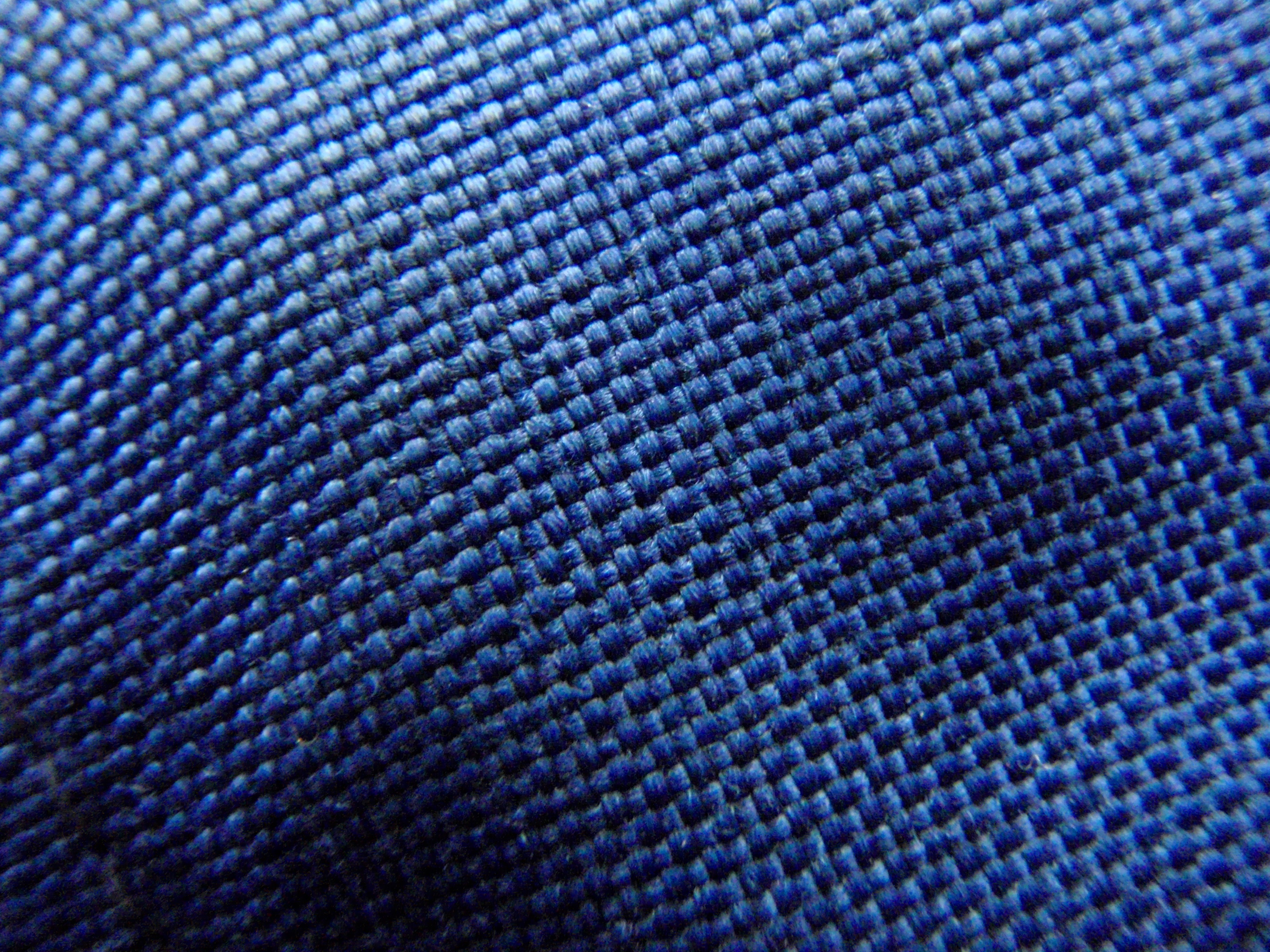
Struktura Cordury

Cordura – marka tkanin wysoce odpornych na przetarcia. 

## Charakterystyka
Najczęściej cordurę wykonuje się z poliamidu z powłoką poliuretanową z apreturą teflonu. Twórcą materiału i posiadaczem patentu na Cordurę była amerykańska firma DuPont. Firma DuPont sprzedała prawa do produkcji Cordury firmie Invista w roku 2004.

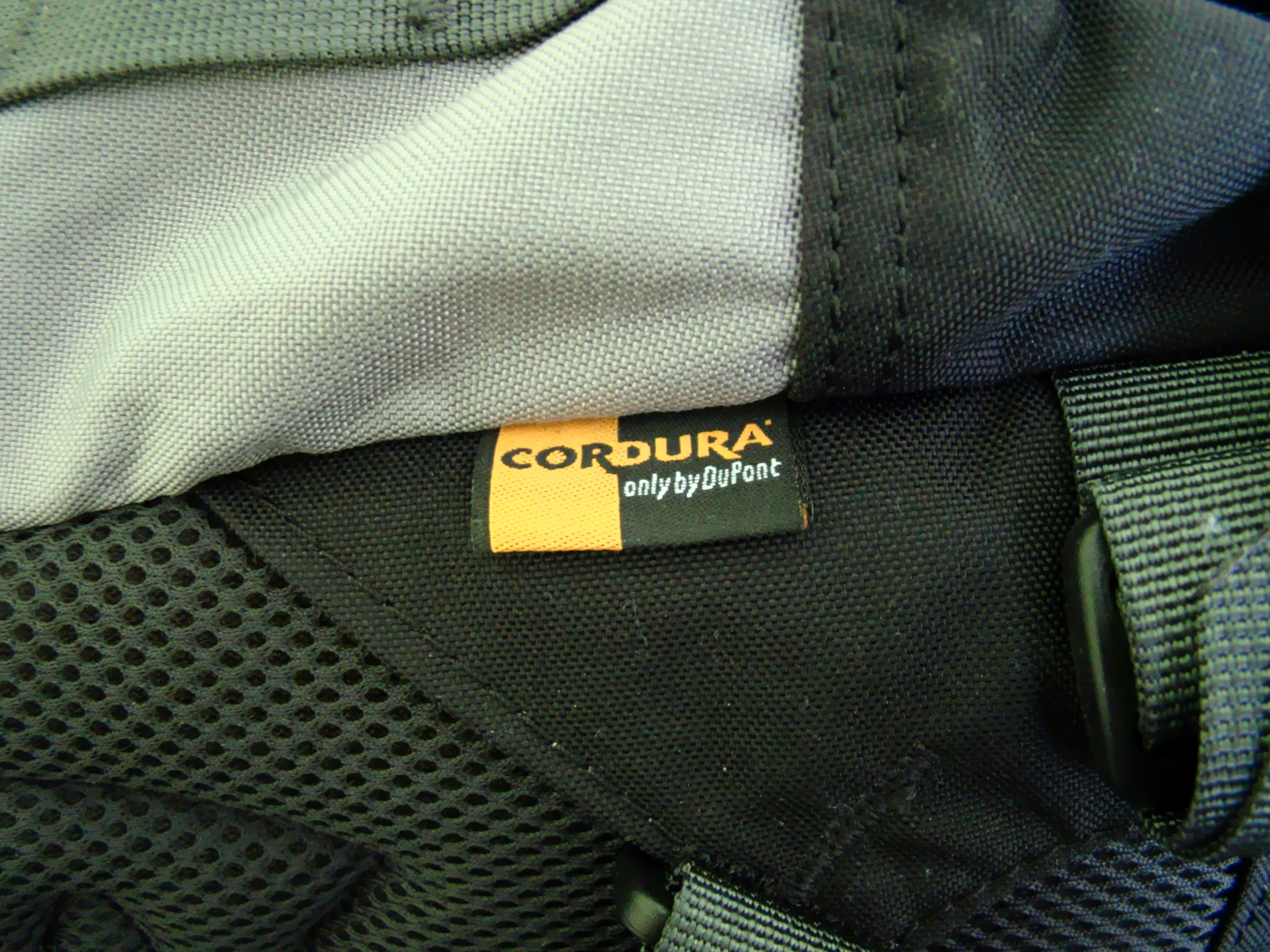
Metka świadcząca o oryginalności Cordury

Struktura włókien i metoda tkania zapewniają jej dużą wytrzymałość na otarcia i przetarcia. Jest powszechnie stosowana do produkcji plecaków turystycznych, wyprawowych i rowerowych, a także butów oraz ubrań dla motocyklistów. Jest to tkanina o dużej odporności na działanie warunków atmosferycznych, a ponadto, dzięki swej wewnętrznej strukturze bardzo lekka. Zewnętrzna (prawa) strona tkaniny powleczona jest warstwą teflonu.
Z materiału tego wykonane jest także wiele elementów wyposażenia płetwonurków, jak skafandry suche, elementy wypornościowe (KRW).